# Klein spiegelklokje
Het klein spiegelklokje (Legousia hybrida) is een eenjarige plant die behoort tot de klokjesfamilie (Campanulaceae). De soort staat op de Nederlandse Rode lijst van planten als zeer zeldzaam en matig afgenomen. De plant komt van nature voor in Eurazië.
De plant wordt 10-25 cm hoog en heeft een vertakte, kort behaarde stengel. De bladeren zijn gekroesd.
Het klein spiegelklokje bloeit van april tot juni met lila tot bleekviolet-blauwe, 0,6-1,5 cm grote bloemen. De bloemen zijn, in tegenstelling tot die van het groot spiegelklokje, alleen bij zonnig weer geopend. De kroonbladen zijn aan de voet groenachtig geel. De schuin rechtafstaande kelkslippen zijn half zo lang als het langwerpige en kantige vruchtbeginsel en duidelijk langer dan de slippen van de bloemkroon.
De vrucht is een 2-3 cm grote doosvrucht, die boven het midden met drie lengtespleten openspringt. De bruine zaden zijn 1,5 mm groot.
De plant komt voor tussen het wintergraan op vochtige, kalkhoudende grond.

## Namen in andere talen
- Duits: Kleiner Frauenspiegel
- Engels: Venus's-looking-glass
- Frans: Spéculaire hybride, Legousie hybride, Spéculaire petite, Campanule bâtarde

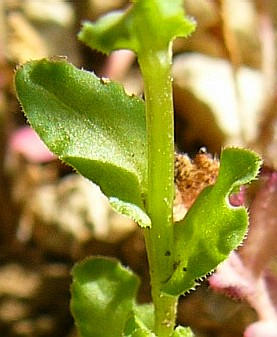
Stengel met stengelbladeren